# グマス駅
グマス駅（マレー語:Stesen keretapi Gemas）はマレーシアのヌグリ・スンビラン州タンピン地区グマスにある、マレー鉄道の駅。

## 概要
JBセントラル駅から4時間半、約200km離れた所に同駅があり、ここはKTMインターシティ全列車が停車する。駅の西方からイースト・コースト線が北西側へ分岐し、ウエスト・コースト線は分岐点の先で南西側へカーブしている。
ウエスト・コースト線とイースト・コースト線の線路間に、グマス車庫（Gemas Depot）がある。

## 歴史
- 1906年10月1日 - 駅開業。（タンピン - グマス間の開通にともなう）
- 2015年10月10日 - KTMコミュータースレンバン線が当駅まで延伸[1]、及びKTM ETSの停車駅となる。
- 2016年7月11日 - KTMコミュータースレンバン線の運行区間がタンピン駅までに短縮され、停車駅でなくなる。

## 駅構造

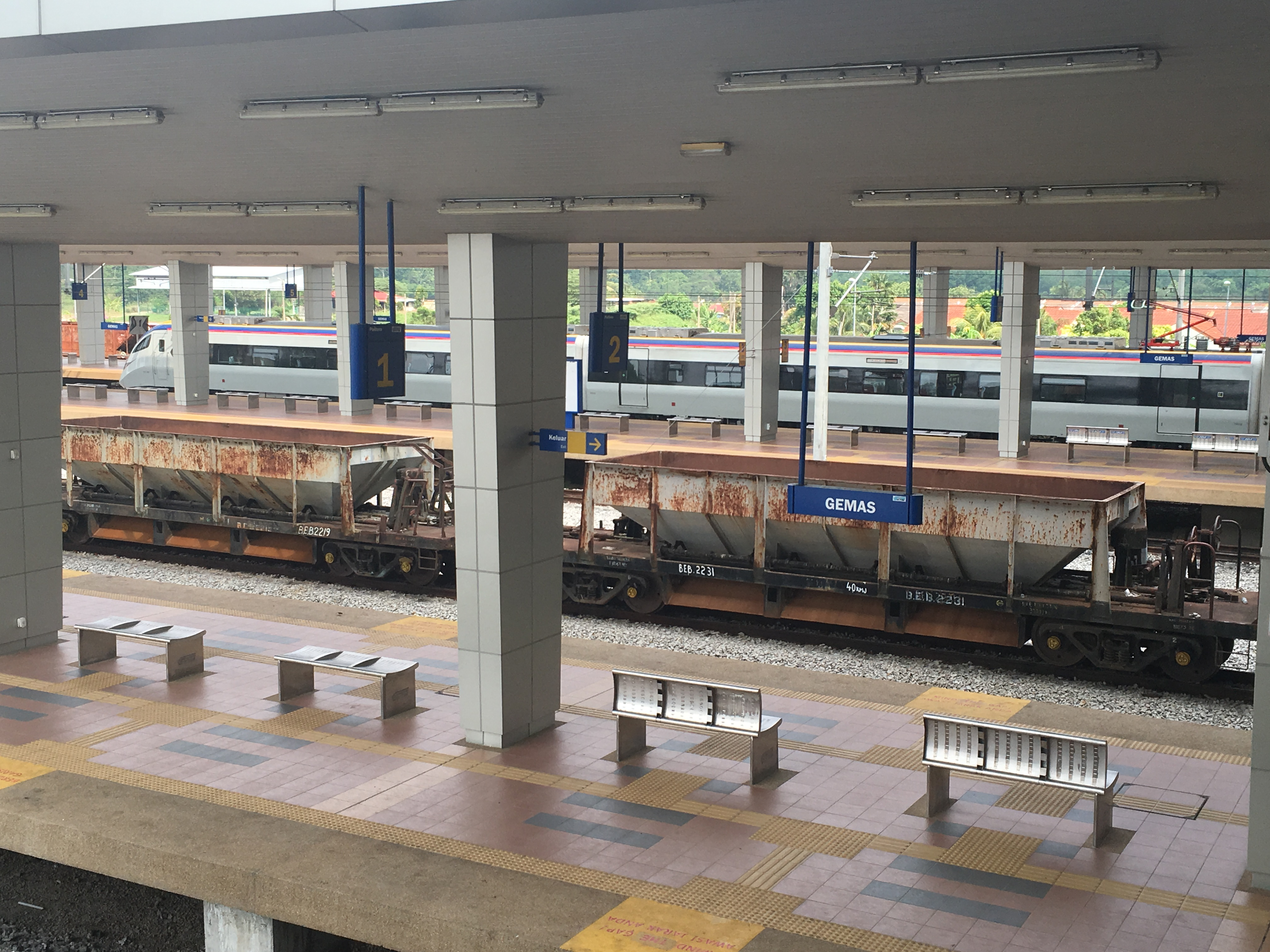
ホーム

島式ホーム3面6線をもつ地上駅である。駅舎は北側にある。島式ホームとは構内の跨線橋で結ばれている。 
2番線と3番線の間には通過線が2線ある。
複線高速化工事に伴い、旧駅舎の東側に移転した。旧駅舎はレストランとして利用されている。

## 駅周辺
- グマス国立学校（マレー語版）
- 国道1号（マレー語版）
- グマスゴルフリゾート

## 隣の駅
マレー鉄道
ウエスト・コースト線（電化・複線化が完了している路線）
KTM ETS
バタン・ムラカ駅 - グマス駅
エクスプレス・スラタン・ライン
バタン・ムラカ駅 - グマス駅 - スガマッ駅
イースト・コースト線（非電化・単線路線）
エクスプレス・ラクヤット・ティムラン・ライン
バハウ駅 - グマス駅 - スガマッ駅（ウエスト・コースト線に直通）